# ناپاوین (واشینگتن)
ناپاوین (به انگلیسی: Napavine) شهری در شهرستان لوئیس ایالت واشنگتن است که در سرشماری سال ۲۰۱۰ میلادی، ۱۷۶۶ نفر جمعیت داشته است.